# Jan Sikorski
Jan Sikorski, né le 12 novembre 1935 à Kalisz (Grande-Pologne, Pologne), est un prêtre catholique et théologien polonais, figure de la résistance contre la dictature communiste polonaise dans les années 1970-1980, successeur de Jerzy Popiełuszko comme aumônier de Solidarność à partir de 1984, puis chapelain en chef des prisons de Pologne de 1990 à 2001.

## Biographie
En 1940, alors qu'il est âgé de 5 ans, les nazis qui occupent la Pologne déportent son père à Auschwitz et celui-ci n'est libéré que grâce à l’inlassable ténacité de sa mère. 
En 1952, Jan Sikorski entre au séminaire à Varsovie, où il est ordonné prêtre six ans plus tard. Il est successivement nommé vicaire dans les paroisses Saint-Jean à Skierniewice (1957-1964) et Saint-Archange Michel de Mokotów, à Varsovie (1964-1979). En 1953, il rend visite clandestinement au cardinal Stefan Wyszyński, Primat de Pologne, alors emprisonné sur ordre du Parti Communiste.
En 1979, il est nommé directeur spirituel du séminaire de Varsovie. Il remplit cette fonction jusqu'en 1985, puis est nommé curé de la paroisse Saint-Joseph à Varsovie. 
À la fin de 1981, le P. Sikorski est nommé délégué de la pastorale parmi les internés de la prison de Białołęka, à Varsovie, par le primat Jozef Glemp. Le 13 décembre de la même année, le Général Wojciech Jaruzelski impose l’État d’urgence pour étouffer le syndicat Solidarnosc : le Père Jan Sikorski entre alors activement en résistance. Il est vite fiché par le régime qui le fait figurer en 4e position sur la liste des hommes à abattre.
Après la mort du P. Jerzy Popieluszko en 1984, il devient notamment responsable de la célébration de la messe pour la patrie dans l'église Stanislas Kostka de Żoliborz. Il devient aussi aumônier honoraire de Solidarność dans la région de Mazovie.
Entre 1990 et 2001, il occupe la dignité de chapelain en chef des prisons de Pologne. Il co-fonde également la prison de la Fraternité, un groupe répondant aux besoins religieux et matériels des prisonniers et de leur famille.
En 2006, le Père Sikorski prend sa retraite et devient résident de son ancienne paroisse.  Il agit également comme père spirituel au séminaire de Kiev. Au printemps de 2007, il est nommé père spirituel du clergé de l'archidiocèse de Varsovie.

## Distinctions
- Insigne d'or des prisons ;
- Varsovien de l'année (1994) ;
- Croix d'or du Mérite (2001) ;
- Crois du Mérite de la ville de Varsovie (2005) ;
- Officier de l'Ordre « Odrodzenia Polski » - « pour son travail exceptionnel en faveur de la transition démocratique en Pologne » (2007) ;
- Médaille de Saint-Georges ;
- Médaille du 25e anniversaire de la région de Mazovie ;
- Médaille « Solidarność » MZK ;
- Médaille pour sa contribution à l'intégration scolaire ;
- Aumônier honoraire et Prélat de Sa Sainteté.

## Publications
- (pl) Kierowanie parafią wg metody : zarządzanie przez cele, Varsovie, 1983.
- (pl) Brewiarz dla świeckich, Varsovie, 1988.
- (pl) Ateneum Kapłańskim, Varsovie, coll. « Theologica ».